# Inline-Alpin-Weltcup 2013
Der Inline-Alpin-Weltcup 2013 wurde vom 2. Juni bis 8. September 2013 ausgetragen.

## Änderung 2013
Der Rennkalender umfasste sechs Weltcuporten in Europa. Neu in den Rennkalender hinzugekommen ist Uttendorf (Österreich), Oberhundem und Tuttlingen (Deutschland), Jirkov und Němčičky (Tschechen). Dafür wurde Sigulda (Lettland), Cham, Degmarn und Steinenbronn (Deutschland) und Turnov (Tschechen) aus dem Kalender gestrichen.

## Austragungsorte
Genua:
- 2. Juni 2013

 Oberhundem:
- 9. Juni 2013

 Jirkov:
- 23. Juni 2013

 Tuttlingen:
- 13. Juli 2013

 Uttendorf:
- 11. August 2013

 Němčičky:
- 8. September 2013

## Teilnehmer
| Europa (8 Länder)                               | Europa (8 Länder)                           | Europa (8 Länder) |
| ----------------------------------------------- | ------------------------------------------- | ----------------- |
| - Deutschland - Italien - Lettland - Österreich | - Schweiz - Slowakei - Spanien - Tschechien |                   |
| Asien (1 Land)                                  |                                             |                   |
| - Japan                                         |                                             |                   |

## Weltcup-Übersicht

### Frauen
| 1. Weltcup in Genua, 2. Juni 2013 | 1. Weltcup in Genua, 2. Juni 2013 | 1. Weltcup in Genua, 2. Juni 2013 | 1. Weltcup in Genua, 2. Juni 2013 | 1. Weltcup in Genua, 2. Juni 2013 |
| --------------------------------- | --------------------------------- | --------------------------------- | --------------------------------- | --------------------------------- |
| Datum                             | Disziplin                         | Erster Platz                      | Zweiter Platz                     | Dritter Platz                     |
| 2. Juni 2013 (So.)                | Slalom                            | Mona Sing (GER)                   | Claudia Wittmann (GER)            | Susanne Weber (GER)               |

| 2. Weltcup in Oberhundem, 9. Juni 2013 | 2. Weltcup in Oberhundem, 9. Juni 2013 | 2. Weltcup in Oberhundem, 9. Juni 2013 | 2. Weltcup in Oberhundem, 9. Juni 2013 | 2. Weltcup in Oberhundem, 9. Juni 2013 |
| -------------------------------------- | -------------------------------------- | -------------------------------------- | -------------------------------------- | -------------------------------------- |
| Datum                                  | Disziplin                              | Erster Platz                           | Zweiter Platz                          | Dritter Platz                          |
| 9. Juni 2013 (So.)                     | Slalom                                 | Ann Krystina Wanzke (GER)              | Jana Börsig (GER)                      | Mona Sing (GER)                        |

| 3. Weltcup in Jirkov, 23. Juni 2013 | 3. Weltcup in Jirkov, 23. Juni 2013 | 3. Weltcup in Jirkov, 23. Juni 2013 | 3. Weltcup in Jirkov, 23. Juni 2013 | 3. Weltcup in Jirkov, 23. Juni 2013 |
| ----------------------------------- | ----------------------------------- | ----------------------------------- | ----------------------------------- | ----------------------------------- |
| Datum                               | Disziplin                           | Erster Platz                        | Zweiter Platz                       | Dritter Platz                       |
| 23. Juni 2013 (So.)                 | Slalom                              | Claudia Wittmann (GER)              | Marina Seitz (GER)                  | Susanne Weber (GER)                 |

| 4. Weltcup in Tuttlingen, 13. Juli 2013 | 4. Weltcup in Tuttlingen, 13. Juli 2013 | 4. Weltcup in Tuttlingen, 13. Juli 2013 | 4. Weltcup in Tuttlingen, 13. Juli 2013 | 4. Weltcup in Tuttlingen, 13. Juli 2013 |
| --------------------------------------- | --------------------------------------- | --------------------------------------- | --------------------------------------- | --------------------------------------- |
| Datum                                   | Disziplin                               | Erster Platz                            | Zweiter Platz                           | Dritter Platz                           |
| 13. Juli 2013 (Sa.)                     | Slalom                                  | Mona Sing (GER)                         | Alessandra Veit (GER)                   | Ulrike Bertsch (GER)                    |

| Stern vom Weißsee in Uttendorf, 11. August 2013 | Stern vom Weißsee in Uttendorf, 11. August 2013 | Stern vom Weißsee in Uttendorf, 11. August 2013 | Stern vom Weißsee in Uttendorf, 11. August 2013 | Stern vom Weißsee in Uttendorf, 11. August 2013 |
| ----------------------------------------------- | ----------------------------------------------- | ----------------------------------------------- | ----------------------------------------------- | ----------------------------------------------- |
| Datum                                           | Disziplin                                       | Erster Platz                                    | Zweiter Platz                                   | Dritter Platz                                   |
| 11. August 2013 (So.)                           | Slalom                                          | Ann Krystina Wanzke (GER)                       | Mona Sing (GER)                                 | Alessandra Veit (GER)                           |

| 6. Weltcup in Němčičky, 8. September 2013 | 6. Weltcup in Němčičky, 8. September 2013 | 6. Weltcup in Němčičky, 8. September 2013 | 6. Weltcup in Němčičky, 8. September 2013 | 6. Weltcup in Němčičky, 8. September 2013 |
| ----------------------------------------- | ----------------------------------------- | ----------------------------------------- | ----------------------------------------- | ----------------------------------------- |
| Datum                                     | Disziplin                                 | Erster Platz                              | Zweiter Platz                             | Dritter Platz                             |
| 8. September 2013 (So.)                   | Slalom                                    | Claudia Wittmann (GER)                    | Susanne Weber (GER)                       | Alessandra Veit (GER)                     |

#### Wertungen
| Rang | Name                       | Punkte |
| ---- | -------------------------- | ------ |
| 01.  | Claudia Wittmann (GER)     | 395    |
| 02.  | Mona Sing (GER)            | 353    |
| 03.  | Alessandra Veit (GER)      | 295    |
| 04.  | Susanne Weber (GER)        | 286    |
| 05.  | Marina Seitz (GER)         | 260    |
| 06.  | Ulrike Bertsch (GER)       | 222    |
| 07.  | Ann Krystina Wanzke (GER)  | 200    |
| 08.  | Gabriela Kudelaskova (CZE) | 181    |
| 09.  | Magdalena Gruber (GER)     | 154    |
| 10.  | Mira Börsig (GER)          | 141    |
| 11.  | Jana Börsig (GER)          | 136    |
| 12.  | Katharina Hoffmann (GER)   | 105    |
| 13.  | Theresa Meyer (GER)        | 098    |
| 14.  | Kathrin Hausler (GER)      | 096    |
| 15.  | Lisa Stäudinger (GER)      | 089    |
| 16.  | Nina Heinrich (GER)        | 085    |
| 17.  | Kira Bosch (GER)           | 083    |
|      | Lenka Kesela (SVK)         | 083    |
| 19.  | Lisa Fritz (GER)           | 075    |
| 20.  | Franziska Ries (GER)       | 064    |

| Rang | Name                          | Punkte |
| ---- | ----------------------------- | ------ |
| 21.  | Madara Meldere (LAT)          | 060    |
| 22.  | Marie-Theres Lehmann (GER)    | 055    |
| 23.  | Lisa Schmid (GER)             | 051    |
| 24.  | Sina Martin (GER)             | 049    |
| 25.  | Elea Börsig (GER)             | 047    |
| 26.  | Alexa Brust (GER)             | 042    |
| 27.  | Leonie Gökeler (GER)          | 040    |
| 28.  | Luzia Gruber (GER)            | 039    |
|      | Maren Motz (GER)              | 039    |
| 30.  | Corinna Schmidt (GER)         | 035    |
| 31.  | Laura Oberliessen (GER)       | 031    |
| 32.  | Barbora Procházková (CZE)     | 030    |
| 33.  | Marion Hoppe (GER)            | 029    |
|      | Lara Kögel (GER)              | 029    |
| 35.  | Luisa Merk (GER)              | 028    |
| 36.  | Pavlína Procházková (CZE)     | 026    |
| 37.  | Marta Gara (LAT)              | 025    |
| 38.  | Jennifer Martetschläger (GER) | 022    |
| 39.  | Viktorie Vachalova (CZE)      | 020    |
| 40.  | Ann-Kathrin Wolber (GER)      | 017    |

| Rang | Name                       | Punkte |
| ---- | -------------------------- | ------ |
| 41.  | Anna-Lena Rösler (GER)     | 011    |
| 42.  | Nicole Duci (ITA)          | 010    |
|      | Nina Kappen (GER)          | 010    |
|      | Eva Pospisilova (CZE)      | 010    |
| 45.  | Celine Greis (GER)         | 09     |
|      | Cristina Vinals Juez (ESP) | 09     |
|      | Pamela Wiessner (GER)      | 09     |
| 48.  | Daphne Meneghetti (ITA)    | 08     |
|      | Nikola Pospisilova (CZE)   | 08     |
|      | Eliska Zimova (CZE)        | 08     |
| 51.  | Sofia Franceschetto (ITA)  | 07     |
|      | Klara Vargova (CZE)        | 07     |
|      | Simone Vogt (GER)          | 07     |
| 54.  | Lisa Emma Odey (GER)       | 06     |
|      | Elisa Serena (ITA)         | 06     |
| 56.  | Agnese Sakovica (LAT)      | 05     |
|      | Luisa Zeh (GER)            | 05     |
| 58.  | Julia Schleger (GER)       | 04     |
| 59.  | Laura Henkel (GER)         | 02     |

### Männer
| 1. Weltcup in Genua, 2. Juni 2013 | 1. Weltcup in Genua, 2. Juni 2013 | 1. Weltcup in Genua, 2. Juni 2013 | 1. Weltcup in Genua, 2. Juni 2013 | 1. Weltcup in Genua, 2. Juni 2013 |
| --------------------------------- | --------------------------------- | --------------------------------- | --------------------------------- | --------------------------------- |
| Datum                             | Disziplin                         | Erster Platz                      | Zweiter Platz                     | Dritter Platz                     |
| 2. Juni 2013 (So.)                | Slalom                            | Kristaps Zvejnieks (LAT)          | Marco Walz (GER)                  | Adrian Griesser (GER)             |

| 2. Weltcup in Oberhundem, 9. Juni 2013 | 2. Weltcup in Oberhundem, 9. Juni 2013 | 2. Weltcup in Oberhundem, 9. Juni 2013 | 2. Weltcup in Oberhundem, 9. Juni 2013 | 2. Weltcup in Oberhundem, 9. Juni 2013 |
| -------------------------------------- | -------------------------------------- | -------------------------------------- | -------------------------------------- | -------------------------------------- |
| Datum                                  | Disziplin                              | Erster Platz                           | Zweiter Platz                          | Dritter Platz                          |
| 9. Juni 2013 (So.)                     | Slalom                                 | Kristaps Zvejnieks (LAT)               | Marco Walz (GER)                       | Manuel-Alessandro Zörlein (GER)        |

| 3. Weltcup in Jirkov, 23. Juni 2013 | 3. Weltcup in Jirkov, 23. Juni 2013 | 3. Weltcup in Jirkov, 23. Juni 2013 | 3. Weltcup in Jirkov, 23. Juni 2013 | 3. Weltcup in Jirkov, 23. Juni 2013 |
| ----------------------------------- | ----------------------------------- | ----------------------------------- | ----------------------------------- | ----------------------------------- |
| Datum                               | Disziplin                           | Erster Platz                        | Zweiter Platz                       | Dritter Platz                       |
| 23. Juni 2013 (So.)                 | Slalom                              | Kristaps Zvejnieks (LAT)            | Lukas Bleicher (GER)                | Marco Walz (GER)                    |

| 4. Weltcup in Tuttlingen, 13. Juli 2013 | 4. Weltcup in Tuttlingen, 13. Juli 2013 | 4. Weltcup in Tuttlingen, 13. Juli 2013 | 4. Weltcup in Tuttlingen, 13. Juli 2013 | 4. Weltcup in Tuttlingen, 13. Juli 2013          |
| --------------------------------------- | --------------------------------------- | --------------------------------------- | --------------------------------------- | ------------------------------------------------ |
| Datum                                   | Disziplin                               | Erster Platz                            | Zweiter Platz                           | Dritter Platz                                    |
| 13. Juli 2013 (Sa.)                     | Slalom                                  | Kristaps Zvejnieks (LAT)                | Marco Walz (GER)                        | Ricco Walz (GER) Manuel-Alessandro Zörlein (GER) |

| Stern vom Weißsee in Uttendorf, 11. August 2013 | Stern vom Weißsee in Uttendorf, 11. August 2013 | Stern vom Weißsee in Uttendorf, 11. August 2013 | Stern vom Weißsee in Uttendorf, 11. August 2013 | Stern vom Weißsee in Uttendorf, 11. August 2013 |
| ----------------------------------------------- | ----------------------------------------------- | ----------------------------------------------- | ----------------------------------------------- | ----------------------------------------------- |
| Datum                                           | Disziplin                                       | Erster Platz                                    | Zweiter Platz                                   | Dritter Platz                                   |
| 11. August 2013 (So.)                           | Slalom                                          | Manuel-Alessandro Zörlein (GER)                 | Jörg Bertsch (GER)                              | Sebastian Schwab                                |

| 6. Weltcup in Němčičky, 8. September 2013 | 6. Weltcup in Němčičky, 8. September 2013 | 6. Weltcup in Němčičky, 8. September 2013 | 6. Weltcup in Němčičky, 8. September 2013 | 6. Weltcup in Němčičky, 8. September 2013 |
| ----------------------------------------- | ----------------------------------------- | ----------------------------------------- | ----------------------------------------- | ----------------------------------------- |
| Datum                                     | Disziplin                                 | Erster Platz                              | Zweiter Platz                             | Dritter Platz                             |
| 8. September 2013 (So.)                   | Slalom                                    | Manuel-Alessandro Zörlein (GER)           | Jörg Bertsch (GER)                        | Marco Walz (GER)                          |

#### Wertungen
| Rang | Name                            | Punkte |
| ---- | ------------------------------- | ------ |
| 01.  | Kristaps Zvejnieks (LAT)        | 415    |
| 02.  | Marco Walz (GER)                | 338    |
| 03.  | Manuel-Alessandro Zörlein (GER) | 370    |
| 04.  | Jörg Bertsch (GER)              | 272    |
| 05.  | Lukas Bleicher (GER)            | 226    |
| 06.  | Ricco Walz (GER)                | 192    |
| 07.  | Adrian Griesser (GER)           | 182    |
| 08.  | Massimiliano Losio (ITA)        | 160    |
| 09.  | Maximilian Merz (GER)           | 157    |
| 10.  | Benedikt Heudorfer-Merz (GER)   | 135    |
| 11.  | Sven Ortel (GER)                | 131    |
| 12.  | Cristian Losio (ITA)            | 124    |
| 13.  | Patrick Refle (GER)             | 099    |
| 14.  | Andreas Hilble (GER)            | 090    |
| 15.  | Miks Zvejnieks (LAT)            | 075    |
| 16.  | Jan Möller (CZE)                | 072    |
| 17.  | Sebastian Schwab (GER)          | 070    |
|      | Carsten Wiesler (GER)           | 070    |
| 19.  | Maximilian Ziegler (GER)        | 069    |
| 20.  | Jonas Börsig (GER)              | 068    |
| 21.  | Stefano Belingheri (ITA)        | 062    |
| 22.  | Noah Sing (GER)                 | 060    |
| 23.  | Simon Jantsch (GER)             | 059    |
| 24.  | Maximilian Vogt (GER)           | 056    |
| 25.  | Moritz Doms (GER)               | 045    |

| Rang | Name                        | Punkte |
| ---- | --------------------------- | ------ |
|      | Dominicus Wiedenmayer (GER) | 045    |
| 27.  | Simon Haseneder (GER)       | 040    |
|      | Maximilian Schmidt (GER)    | 040    |
| 29.  | Cian Lausch (GER)           | 039    |
| 30.  | Petr Brandtner (CZE)        | 036    |
|      | Philipp Jung (GER)          | 036    |
| 32.  | Armando Pizio (ITA)         | 032    |
| 33.  | Amir Abo Shawish (GER)      | 031    |
|      | Johannes Bosch (GER)        | 031    |
| 35.  | Marco Melzi (ITA)           | 022    |
| 36.  | Kristaps Zeila (LAT)        | 021    |
| 37.  | Jindrich Krydl (CZE)        | 019    |
| 38.  | Roberto Piantoni (ITA)      | 016    |
|      | Simon Schachtner (GER)      | 016    |
| 40.  | Lars Henkel (GER)           | 014    |
|      | Martin Hrabak (CZE)         | 014    |
|      | Davis Zvejnieks (LAT)       | 014    |
| 43.  | Andrea Gallina (ITA)        | 013    |
| 44.  | Michael Merz (GER)          | 012    |
| 45.  | Alberto Gallina (ITA)       | 011    |
|      | Vojta Prsala (CZE)          | 011    |
| 47.  | Nicola Forchini (ITA)       | 010    |
| 48.  | Jonas Gossmann (GER)        | 09     |
| 49.  | Andrea Cortinovis (ITA)     | 08     |
|      | Roman Rehor (CZE)           | 08     |

| Rang | Name                            | Punkte |
| ---- | ------------------------------- | ------ |
|      | Johann Rumpf (GER)              | 08     |
|      | Benjamin Secker (GER)           | 08     |
| 53.  | Simone Gallina (ITA)            | 07     |
|      | Dragan Zahar (GER)              | 07     |
| 55.  | Luca Rondi (ITA)                | 06     |
|      | Hiroshi Yamakawa (JPN)          | 06     |
| 57.  | Vojtech Stehlik (CZE)           | 05     |
|      | Andrej Tichy (SVK)              | 05     |
|      | Uwe Vötter (GER)                | 05     |
| 60.  | Gianni Mulazzi (ITA)            | 04     |
|      | Sergi Piguillem Serra (ESP)     | 04     |
| 62.  | Michael Hofbauer (GER)          | 03     |
|      | Juergen Schiffer (GER)          | 03     |
|      | Jürgen Steudle (GER)            | 03     |
|      | Pau Puerto Topfer (ESP)         | 03     |
|      | Pavel Weinelt (CZE)             | 03     |
| 67.  | Marian Miklusek (SVK)           | 02     |
|      | Erik Piantoni (ITA)             | 02     |
|      | Robert Rössler (CZE)            | 02     |
|      | Jonathan Schneider (GER)        | 02     |
|      | Sigi Zistler (GER)              | 02     |
| 72.  | Roc Terricabres Esperalba (ESP) | 01     |
|      | Jan Gossmann (GER)              | 01     |
|      | Tom Hussal (GER)                | 01     |
|      | Petr Rames (CZE)                | 01     |